# Ґруздішке
Ґруздішке (Gruzdiške) — село у Литві, Расейняйський район, Расейняйське староство. 2001 року в селі проживало 405 людей. Розташоване за 3 км від міста Расейняй. Неподалік розташоване село Ґірдайчяй, Рамонай; поруч пролягає автомобільна дорога Расейняй — Байсогала.

## Принагідно
- Gruzdiškė

| Литва | Це незавершена стаття з географії Литви. Ви можете допомогти проєкту, виправивши або дописавши її. |